# CAF Futsal Championship 2011
Il quinto CAF Futsal Championship, è una competizione per squadre nazionali di calcio a 5, cancellato dalla Confederazione Africana ad aprile 2011.
Inizialmente previsto a partire dal 15 dicembre al 27 dicembre 2010 a Tripoli in Libia, doveva rappresentare il più affollato campionato africano di sempre, in base alle squadre iscritte: un totale di quattordici. La CAF aveva poi spostato l'evento in Burkina Faso programmando l'estrazione dei gironi il 9 ottobre 2010 a Ouagadougou ma quest'ultima federazione ha ritirato la disponibilità ad ospitare la manifestazione il 23 marzo 2011

## Squadre iscritte
| Nazionale      | Note                                   |
| -------------- | -------------------------------------- |
| Libia          | Paese organizzatore Campione in carica |
| Angola         |                                        |
| Burkina Faso   | esordiente                             |
| Camerun        | -                                      |
| Costa d'Avorio | esordiente                             |
| Egitto         | -                                      |
| Guinea         | esordiente                             |
| Marocco        | -                                      |
| Mozambico      | -                                      |
| Nigeria        | esordiente                             |
| Senegal        | esordiente                             |
| Sudafrica      | -                                      |
| Tunisia        | -                                      |
| Zimbabwe       | -                                      |